# Pyxicephalinae
Sous-famille
Synonymes
- Phrynopsinae Noble, 1931

Les Pyxicephalinae sont une sous-famille d'amphibiens de la famille des Pyxicephalidae.

## Répartition
Cette sous-famille regroupe deux genres que l'on rencontrent en Afrique subsaharienne.

## Liste des genres
Selon Amphibian Species of the World (18 juillet 2013) :
- genre Aubria Boulenger, 1917
- genre Pyxicephalus Tschudi, 1838

## Publication originale
- Bonaparte, 1850 : Conspectus systematum Herpetologiae et amphibiologiae. Editio altera reformata.